# Sony Ericsson Z1010
Sony Ericsson Z1010 är en mobiltelefon för tredje generationens mobiltelefoni (3G). Telefonen var den första av Sony Ericsson som hade stöd för både 3G och GSM. Telefonen finns i två färger, silvergrå och röd. Mobiltelefonen har en batteritid på 320 timmar, vilket, vid lanseringen i februari 2004, var mycket bättre än många andra 3G-telefoner. På vänster sida av telefonen finns det uttag för Memory Stick Duo. Vid köp av telefonen medföljer det ett minneskort på 32 Mbyte. Det finns även ett inbyggt minne på 32 Mbyte i telefonen. Sony Ericsson Z1010 har även stöd för bland annat MP3, videosamtal, Java och Bluetooth. På baksidan av telefonen finns det en kamera med stöd för både inspelning av video och fotografering med en maximal upplösning av 480x640 pixlar. Telefonen har även en kamera för videosamtal. Med videosamtal kan du se den man talar med i realtid. Z1010 har även stöd för USB som ger möjligheten att koppla ihop telefonen till en dator och överföra musik, bilder, filmer med mera. Det finns också stöd för synkronisering av telefonen till PC och Macintosh.
Telefonen har en passningstid upp till 450 timmar, cirka 4 timmar vanlig samtalstid och drygt 2 timmar för videosamtal beroende på telefonnät.

## Specifikationer
| Bildhantering         | Meddelandehantering | Underhållning         | Anslutningar         | Internet | Kontroller           | Organisering             |
| --------------------- | ------------------- | --------------------- | -------------------- | -------- | -------------------- | ------------------------ |
| Direktuppspelad video | E-post              | Inbyggda spel         | Bluetooth            | Modem    | Internetknapp        | Kalender                 |
| Kamera-VGA            | Mms                 | Innehåll online       | GPRS                 | WAP      | Kameraknapp          | Kontakter                |
| Videoklipp            | QuickShare          | Java                  | IR                   | XHTML    | Navigationsknapp     | PIM-synkronisering       |
| Videosamtal           | Snabbmeddelanden    | Melodikompositör/MIDI | RS232-kabel          |          | Menygenvägar         | Alarm                    |
| Skrivbordsunderlägg   | Ljudinspelare       | Nedladdning av spel   | UMTS                 |          | Röstmeddelanden      | Dynamiskt minne          |
| Bildtelefonbok        | Långa sms           | MP3 Audio             | USB                  |          | Röststyrning         | Högtalartelefon          |
| CommuniCorder         | Mms-video           | MPEG4 Video           | Snabb dataöverföring |          | Valknappar           | Kodminne                 |
| EMS                   | Textigenkänning     | Melodikompositör      | Synkronisering Apple |          | Vibratorsignal       | Konferenssamtal          |
| Skärmsläckare         | Mediaspelare        |                       | Synkronisering PC    |          | Skrivbord med ikoner | Memory Stick             |
| Sökardisplay          |                     |                       | 3G                   |          |                      | Räknare                  |
| Temadisplay           |                     |                       |                      |          |                      | Skicka/ta emot visitkort |
| Bildredigerare        |                     |                       |                      |          |                      | Telefonbok               |
|                       |                     |                       |                      |          |                      | Tidtagarur               |
|                       |                     |                       |                      |          |                      | Timer                    |
|                       |                     |                       |                      |          |                      | Uppgifter                |
|                       |                     |                       |                      |          |                      | Filhanteraren            |